# 大阪市ヘイトスピーチ条例事件
大阪市ヘイトスピーチ条例事件（おおさかしヘイトスピーチじょうれいじけん）とは、「大阪市ヘイトスピーチへの対処に関する条例」が、表現の自由を保障した憲法第21条に違反するかが争われた事件。

## 事件の概要

### 経緯

#### 大阪市ヘイトスピーチへの対処に関する条例
本条例は、一定の表現活動をヘイトスピーチと定義し、市に設置されたヘイトスピーチ審査会への諮問に基づき、市長が当該表現活動に係る「表現の内容の拡散を防止するために必要な措置等」として、以下の措置をとるものとしていた。
- 看板、掲示物等の撤去要請
- インターネット上の表現についての削除要請
- ヘイトスピーチであるという認識、その事案の概要及び講じた措置の公表

#### 訴訟の提起
大阪市の住民らは、本条例が、表現の自由を保障する憲法21条1項等に違反し、無効であるため、ヘイトスピーチ審査会の委員の報酬等に係る支出命令は法令上の根拠を欠き違法であるなどとして、当時の市長に対して損害賠償を求める住民訴訟（地方自治法242条の2第1項4号）を提起した。

### 訴訟の経過
第一審（大阪地方裁判所）・控訴審（大阪高等裁判所）ともに原告は敗訴した。

## 上告審判決
2022年2月15日、最高裁判所第三小法廷（裁判長：戸倉三郎）は、本事件の上告審判決で、本条例は憲法21条1項に違反せず合憲として、上告を棄却した。

### 判旨

#### 違憲性の判断枠組み
まず、本判決は、「憲法21条1項により保障される表現の自由は、立憲民主政の政治過程にとって不可欠の基本的人権であって、民主主義社会を基礎付ける重要な権利であるものの、無制限に保障されるものではなく、公共の福祉による合理的で必要やむを得ない限度の制限を受けることがある」と論じつつ、この条例が合憲とされるには、この条例の「目的のために制限が必要とされる程度と、制限される自由の内容及び性質、これに加えられる具体的な制限の態様及び程度等を較量して決めるのが相当」と判示する。
この枠組みは、「成田新法事件」上告審判決や「堀越事件」上告審判決といった先例を踏襲したとされる。そして、これらの先例及び本判決では、単純な利益衡量によったのではなく、本条例による表現の自由の制約により得られる利益と失われる利益を比較して、その制約が「合理的で必要やむを得ない限度」かを判断する、としているのである。これは、学説（主に審査基準論の立場）からの、表現の自由に対する制約の違憲審査にあたっては、その必要最小限度性を実質的に審査しなければならない、という主張に沿ったものと理解される。

#### 違憲性の判断
本判決は、本条例の目的が「条例ヘイトスピーチの抑止を図ることにある」とし、また、ヘイトスピーチが「人種又は民族に係る特定の属性を理由として特定人等を社会から排除すること等の不当な目的をもって公然と行われるものであって、その内容又は態様において、殊更に当該人種若しくは民族に属する者に対する差別の意識、憎悪等を誘発し若しくは助長するようなものであるか、又はその者の生命、身体等に危害を加えるといった犯罪行為を扇動するようなものである」として、本条例の規制目的は合理的かつ正当であるとした。 
また、本条例により「制限される表現活動の内容及び性質は、上記のような過激で悪質性の高い差別的言動を伴うものに限られる上、その制限の態様及び程度においても、事後的に市長による拡散防止措置等の対象となるにとどまる」うえ、「市長は、看板、掲示物等の撤去要請や、インターネット上の表現についての削除要請等を行うことができると解されるものの、当該要請等に応じないものに対する制裁はなく、認識等公表についても、表現活動をしたものの氏名又は名称を特定するための法的強制力を伴う手段は存在しない」として、「表現の自由の制限は、合理的で必要やむを得ない限度にとどまる」と判断した。
これらのことから、本判決では、ヘイトスピーチを規制する利益が、表現の自由の制限に比して、合理的で必要やむを得ない限度にとどまっているとして、本条例は憲法21条1項に違反せず合憲と判断した。